# Persone di nome Pieter/Pittori
| Questa pagina contiene informazioni ricavate automaticamente dalle voci biografiche con l'ausilio del template Bio e di un bot. L'aggiornamento è periodico e automatico e ricostruisce completamente la pagina. Se manca una persona in questa lista, sei pregato di non aggiungerla, ma accertati piuttosto che la sua voce biografica contenga il template Bio e che i dati anagrafici siano correttamente compilati. Se il template Bio manca, inseriscilo tu stesso o, in alternativa, metti l'avviso {{tmp\|Bio}} che ne segnala la mancanza. Se i dati riportati sono sbagliati, correggi direttamente la voce biografica; le modifiche saranno visibili in questa lista entro pochi giorni. Per chiarimenti vedi il progetto antroponimi. La lista contiene solo le 60 persone che sono citate nell'enciclopedia e per le quali è stato implementato correttamente il template Bio. Pagina aggiornata al 16 ott 2024. |

Questa è una lista di persone presenti nell'enciclopedia che hanno il nome Pieter e sono pittori.

## A(4)
- Pieter Achtschellinck, pittore fiammingo (Bruxelles)
- Pieter Coecke van Aelst, pittore, scultore e architetto fiammingo (Aalst, n. 1502 - Bruxelles, † 1550)
- Pieter Aertsen, pittore olandese (Amsterdam - Amsterdam, † 1575)
- Pieter Jansz van Asch, pittore olandese (Delft, n. 1603 - Delft, † 1678)

## B(9)
- Pieter van Bloemen, pittore e incisore fiammingo (Anversa, n. 1657 - Anversa, † 1720)
- Pieter Boel, pittore fiammingo (Anversa, n. 1622 - Parigi, † 1674)
- Pieter van der Borcht, pittore fiammingo (Bruxelles - Bruxelles, † 1662)
- Pieter Borsseler, pittore olandese (Middelburg, n. 1633 - † 1687)
- Pieter van den Bosch, pittore olandese (Leida)
- Pieter Bout, pittore, disegnatore e incisore fiammingo (Bruxelles - Bruxelles, † 1719)
- Pieter Bruegel il Vecchio, pittore olandese (Breda - Bruxelles, † 1569)
- Pieter Brueghel III, pittore fiammingo (Anversa, n. 1589 - † 1639)
- Pieter Brueghel il Giovane, pittore fiammingo (Bruxelles, n. 1564 - Anversa, † 1638)

## C(2)
- Pieter Claesz, pittore olandese (Berchem - Haarlem, † 1661)
- Pieter Codde, pittore olandese (Amsterdam, n. 1599 - Amsterdam, † 1678)

## D(3)
- Pieter de Bloot, pittore olandese (Rotterdam, n. 1601 - Rotterdam, † 1658)
- Pieter Franciscus Dierckx, pittore belga (Anversa, n. 1871 - Anversa, † 1950)
- Pieter de Molijn, pittore e incisore olandese (Londra, n. 1595 - Haarlem, † 1661)

## F(1)
- Pieter Faes, pittore fiammingo (Meer, n. 1750 - Anversa, † 1814)

## G(1)
- Pieter de Grebber, pittore olandese (Haarlem, n. 1600 - Haarlem, † 1652)

## H(2)
- Pieter de Hooch, pittore olandese (Rotterdam, n. 1629 - Amsterdam, † 1684)
- Pieter Huys, pittore fiammingo (n. 1519 - † 1581)

## I(1)
- Pieter Isaacsz, pittore danese (Helsingør, n. 1569 - Amsterdam, † 1625)

## J(1)
- Pieter Janssens Elinga, pittore olandese (Bruges, n. 1623 - Amsterdam, † 1682)

## K(1)
- Pedro de Campaña, pittore fiammingo (Bruxelles, n. 1503 - Bruxelles, † 1580)

## L(2)
- Pieter van Laer, pittore olandese (Haarlem - Haarlem)
- Pieter Lastman, pittore, incisore e miniaturista olandese (Amsterdam, n. 1583 - Amsterdam, † 1633)

## M(4)
- Pieter Meert, pittore fiammingo (Bruxelles - † 1669)
- Pieter Meulener, pittore fiammingo (Anversa, n. 1602 - Anversa, † 1654)
- Piet Mondrian, pittore olandese (Amersfoort, n. 1872 - New York, † 1944)
- Pieter Mulier, pittore olandese (Haarlem, n. 1637 - Milano, † 1701)

## N(2)
- Pieter Nason, pittore olandese (Amsterdam, n. 1612 - L'Aja)
- Pieter de Neyn, pittore, illustratore e architetto olandese (Leida, n. 1597 - Leida, † 1639)

## P(4)
- Pieter Moninckx, pittore e disegnatore olandese (L'Aia, n. 1606 - L'Aia, † 1686)
- Pieter van der Plas, pittore fiammingo
- Pieter Potter, pittore e incisore olandese (Enkhuizen, n. 1597 - Amsterdam, † 1652)
- Pieter Pourbus, pittore fiammingo (Gouda, n. 1523 - Bruges, † 1584)

## Q(1)
- Pieter Quast, pittore olandese (Amsterdam - Amsterdam, † 1647)

## R(2)
- Pieter Danckerts de Rij, pittore olandese (Amsterdam, n. 1605 - Rūdninkai Forest, † 1661)
- Pieter van Roestraeten, pittore e disegnatore olandese (Haarlem, n. 1630 - Londra, † 1700)

## S(7)
- Pieter Jansz Saenredam, pittore olandese (Assendelft, n. 1597 - Haarlem, † 1665)
- Pieter Schoubroeck, pittore fiammingo (Frankenthal, † 1607)
- Pieter Snayers, pittore fiammingo (Anversa, n. 1592 - Bruxelles)
- Pieter Snijers, pittore fiammingo (Anversa, n. 1681 - Anversa, † 1752)
- Pieter Soutman, pittore e incisore olandese (Haarlem - Haarlem, † 1657)
- Pieter Spierinckx, pittore fiammingo (Anversa, n. 1635 - Anversa, † 1711)
- Pieter Steenwijck, pittore e incisore olandese (Leida, n. 1615 - † 1660)

## T(1)
- Pieter Thys, pittore fiammingo (Anversa, n. 1624 - † 1677)

## V(8)
- Pieter Van Bredael, pittore fiammingo (Anversa, n. 1629 - Anversa, † 1719)
- Pieter van de Venne, pittore olandese (Middelburg, n. 1615 - L'Aia, † 1657)
- Pieter Cornelis Verhoek, pittore, scultore e poeta olandese (Bodegraven, n. 1633 - Amsterdam, † 1702)
- Pieter van Avont, pittore e incisore fiammingo (Mechelen, n. 1600 - Deurne, † 1652)
- Pieter van Hanselaere, pittore belga (Gand, n. 1786 - Gand, † 1862)
- Pieter van Lint, pittore e disegnatore fiammingo (Anversa, n. 1609 - Anversa, † 1690)
- Pieter van Mol, pittore fiammingo (Anversa, n. 1599 - Parigi, † 1650)
- Pieter van Noort, pittore olandese

## W(4)
- Pieter van der Willigen, pittore fiammingo (Bergen op Zoom, n. 1634 - Anversa, † 1694)
- Pieter Withoos, pittore e illustratore olandese (Amersfoort, n. 1654 - Amsterdam, † 1693)
- Pieter de Witte, pittore fiammingo (Bruges - Monaco di Baviera, † 1628)
- Pieter Christoffel Wonder, pittore olandese (Utrecht, n. 1780 - Amsterdam, † 1852)